# 高山紫菀
高山紫菀（学名：Aster alpinus）为菊科紫菀属的草本植物，原产北美洲，分布在欧洲、亚洲以及中国大陆的山西、河北等地，生长于海拔300米至3,800米的地区，多生于固定沙地、山脚、高山石缝、高山、山坡草甸、丘陵、山顶林中、山坡及亚高山草甸。

## 形态

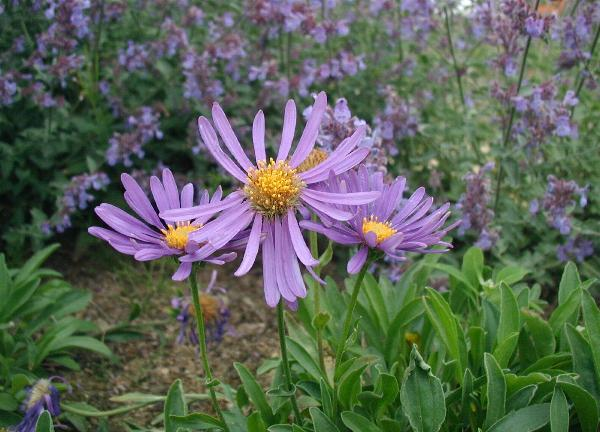
高山紫菀

株高15－30厘米，花头颜色有粉、蓝紫、深紫、乳白、白色，花期为春末至夏初，偶尔延长至仲夏。高山紫菀很吸引蜜蜂、蝴蝶和鸟类。